# كايل بريغز
كايل بريغز (بالإنجليزية: Kyle Briggs)‏ هو لاعب دوري الرغبي بريطاني، ولد في 20 مارس 1991 في ليدز في المملكة المتحدة.